# Saroba uniformis
Saroba uniformis là một loài bướm đêm trong họ Noctuidae.